# Allier (departma)
Allier (oznaka 03) je francoski departma, imenuje se po istoimenski reki, ki teče skozenj. Nahaja se v regiji Auvergne v osrednji Franciji. 

## Zgodovina
Departma je bil ustanovljen v času francoske revolucije 4. marca 1790 iz delov nekdanji provinc Auvergne in Bourbonnaise.
V departmaju se nahaja zgodovinsko pomembno mesto in zdravilišče Vichy, kjer je bil med drugo svetovno vojno sedež Pétainove vlade tako imenovane Vichyjske Francije.

## Geografija
Allier leži v severnem delu regije Auvergne. Na jugu meji na departma Puy-de-Dôme, na zahodu na departma regije Limousin Creuse, na severozahodu na departma Cher (regija Center), na severozahodu na departmaja Nièvre in Saône-et-Loire (Burgundija), na jugovzhodu pa na departma Loire (Rona-Alpe).
1. ↑  »Répertoire national des élus: les conseillers départementaux«. data.gouv.fr, Plateforme ouverte des données publiques françaises (v francoščini). 4. maj 2022.